# British Columbia Highway 10
Highway 10 der kanadischen Provinz British Columbia bildet eine Verbindung zwischen Delta und Langley. Der Beginn des Highways liegt dabei am Highway 91 und sein Ende am Highway 1, dem Trans-Canada-Highway. Der Highway hat eine Länge von 28 km.
Ursprünglich begann der Highway in der Ortsmitte von Delta. Um den Verkehr um Delta herumzuführen, wurde die Beschilderung ab der Kreuzung mit Highway 91 zurückgenommen. Wesentliche Aufgabe des Highways ist die Verbindung des Highway 1 mit dem Fährterminal in Tsawwassen von BC Ferries.

## Verlauf
Der Highway beginnt in Delta, im Stadtteil North Delta, an der Kreuzung zu Highway 91. Der Highway ist weitgehend vierspurig ausgebaut. Er verläuft ostwärts und kreuzt in Surrey Highway 99A. In Langley selbst wird zuerst Highway 15 und dann noch Highway 1A gekreuzt, um dann südlich von Fort Langley in Highway 1 einzumünden. Die entsprechende Ausfahrt aus Highway 1 ist Exit 66 (232nd Street Interchange).